# Damas Calvet i de Budallès
Damas Calvet i de Budallès (Figueras, Gerona; 11 de diciembre de 1836 - Barcelona, 2 de noviembre de 1891) fue un ingeniero, poeta y dramaturgo español.

## Biografía
Fue dibujante, ingeniero Industrial y catedrático de dibujo en la escuela de ingeniería industrial de Barcelona. Desde muy joven escribió poesía en catalán, y colaboró en la antología de los Nuevos Trobadores en 1858. Participó en los Juegos Florales de Barcelona de 1859, donde ganó la Rosa rubiginosa poesía Son ellos!, dedicada a los Almogávares, que fue un éxito rotundo. 
En 1878 se proclamó Mestre en Gai Saber. En 1861, en un viaje de estudios, asistió a los festejos de la Provenza, en Tarascon y las relaciones entre los poetas románticos catalanes y occitanos, el trabajo del cual (Mistral, Aubanel, Roumanille) traducido en catalán y a la que dedicó el poema a poetas, aunque se distanció en 1876 por el desacuerdo con el predominio occitanista. Regresó a Barcelona y se dedicó a los estudios de ingeniería y alentó a Narciso Monturiol en la construcción del Ictíneo. 
Ingresó en la Academia de Bellas Artes en 1880. Su obra poética fue recogida en el volumen Vidrims (1881), aunque más tarde publicó un extenso poema histórico, Christian Mallorca (1886), también en catalán, lleno de divagaciones filosóficas y académicas. Como dramaturgo es el autor de La peregrinación de Requesens (1864), aduanas Empordà de Figueres. En el mismo año estrenó la campana de La Unión (1866), drama histórico, La voreta del mar (1874), zarzuela, música de John G.